# Notropis

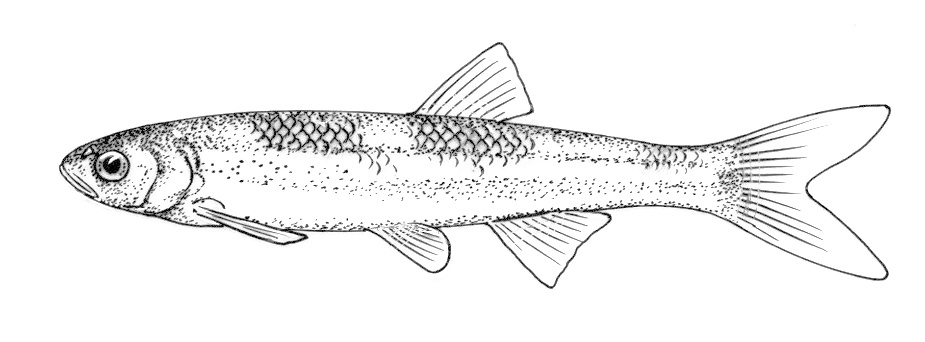
Notropis amoenus

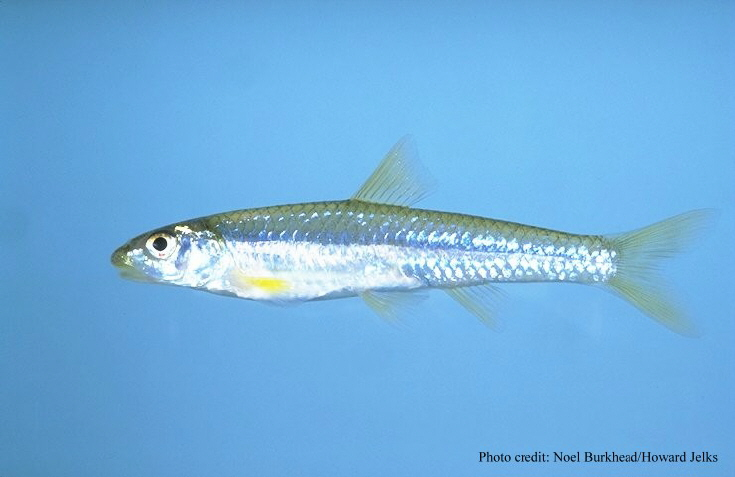
Notropis longirostris

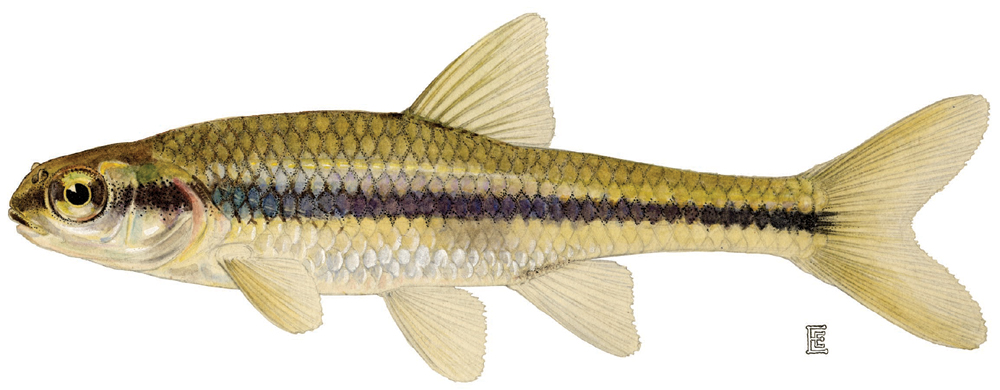
Notropis bifrenatus

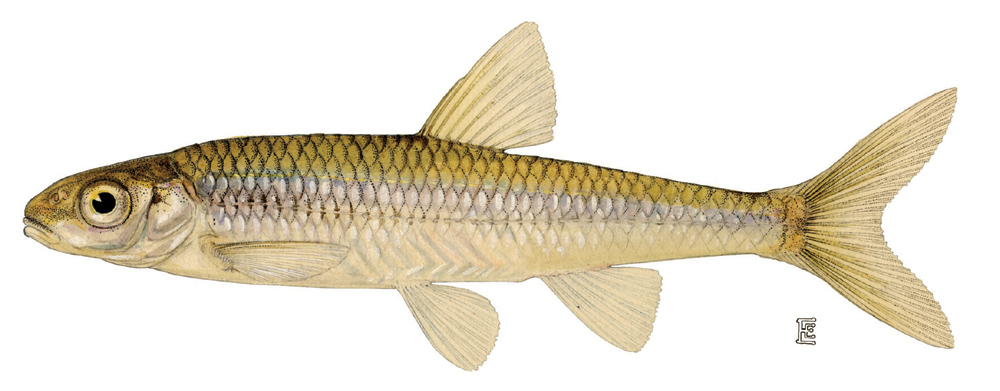
Notropis volucellus

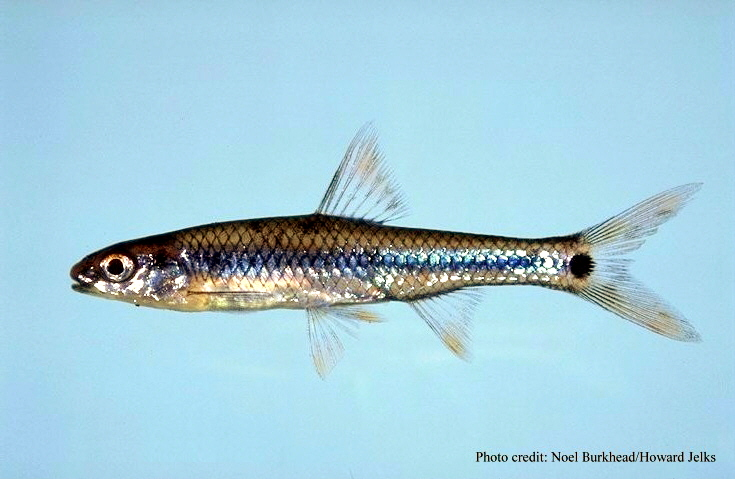
Notropis maculatus

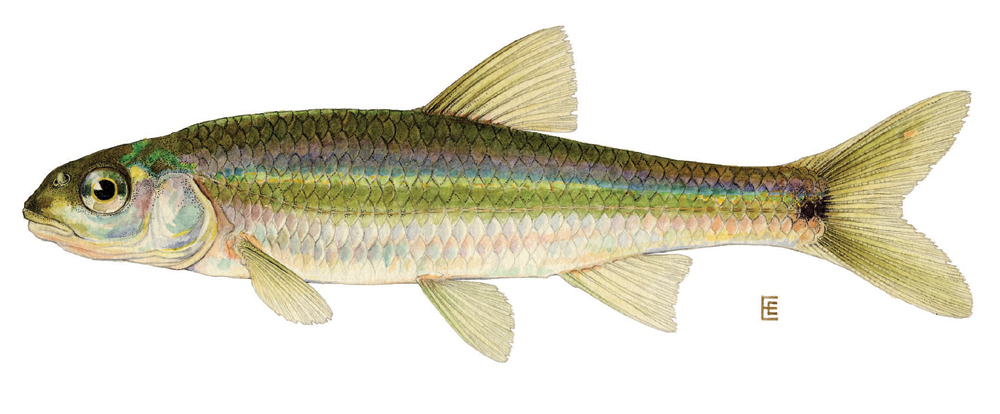
Notropis hudsonius

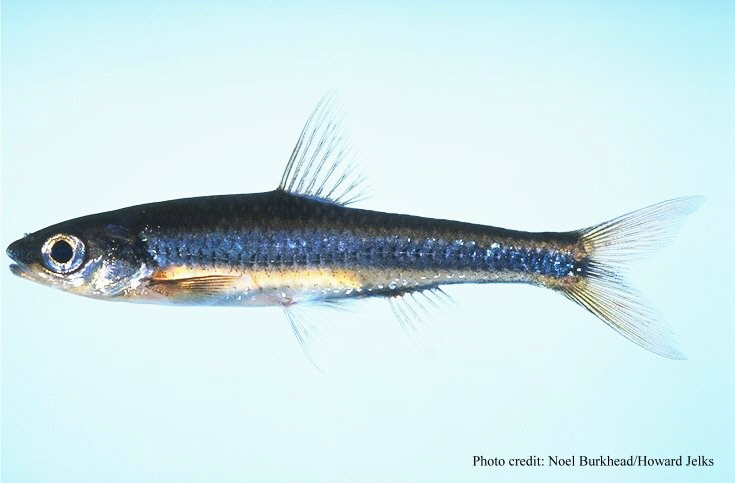
Notropis petersoni

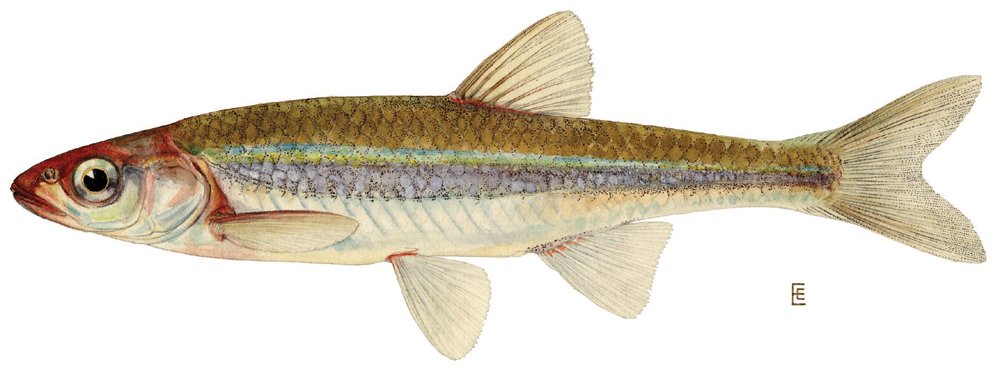
Notropis rubellus

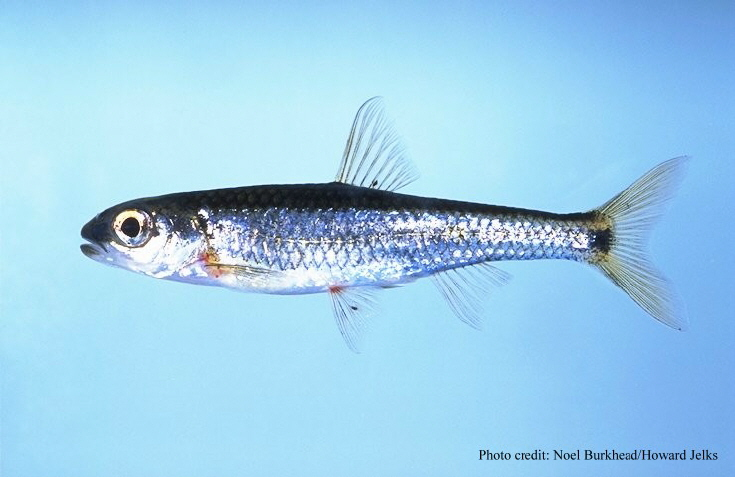
Notropis xaenocephalus

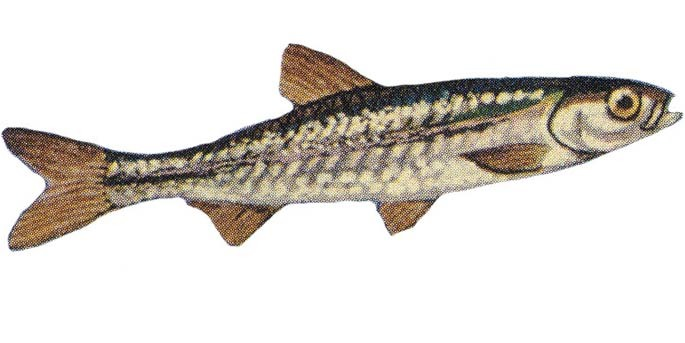
Notropis atherinoides

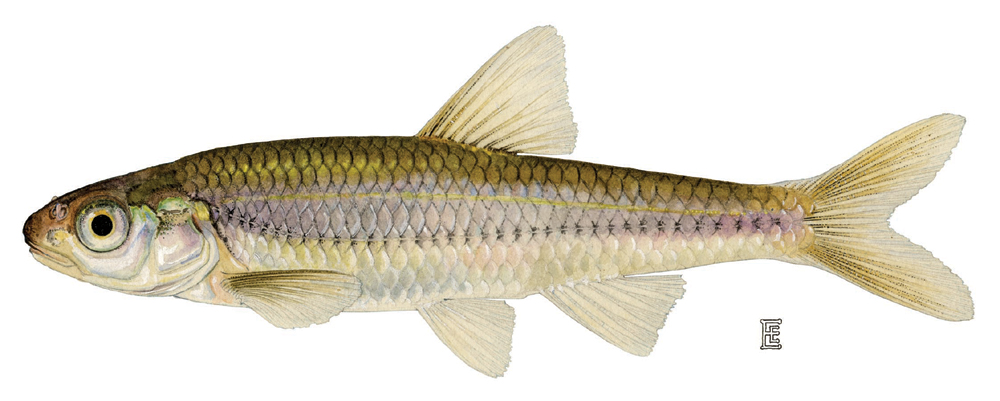
Notropis stramineus

Notropis là một chi cá thuộc họ Cá chép phân bố ở Bắc Mỹ.
Các loài trong chi này phân bố ở Bắc Mỹ.

## Các loài
Chi này gồm có các loài sau:
- Notropis aguirrepequenoi (Contreras-Balderas & Rivera-T., 1973)
- Notropis albizonatus (Warren & Burr, 1994)
- Notropis alborus (Hubbs & Raney, 1947)
- Notropis altipinnis (Cope, 1870)
- Notropis amabilis (Girard, 1856)
- Notropis amecae (Chernoff & Miller, 1986)†
- Notropis ammophilus (Suttkus & Boschung, 1990)
- Notropis amoenus (Abbott, 1874)
- Notropis amplamala (Pera & Armbruster, 2006)}}[3]
- Notropis anogenus] (Forbes, 1885)
- Notropis ariommus (Cope, 1867)
- Notropis asperifrons (Suttkus & Raney, 1955)
- Notropis atherinoides (Rafinesque, 1818)
- Notropis atrocaudalis (Evermann, 1892)
- Notropis aulidion (Chernoff & Miller, 1986)†
- Notropis baileyi (Suttkus & Raney, 1955)
- Notropis bairdi (Hubbs & Ortenburger, 1929)
- Notropis bifrenatus (Cope, 1867)
- Notropis blennius (Girard, 1856)
- Notropis boops (Gilbert, 1884)
- Notropis braytoni (Jordan & Evermann, 1896)
- Notropis buccatus (Cope, 1865)
- Notropis buccula (Cross, 1953)
- Notropis buchanani (Meek, 1895)
- Notropis cahabae (Mayden & Kuhajda, 1989)
- Notropis calabazas (Lyons & Mercado-Silva, 2004)}}[4]
- Notropis calientis (Jordan & Snyder, 1899)
- Notropis candidus (Suttkus, 1980)
- Notropis chalybaeus (Cope, 1867)
- Notropis chihuahua (Woolman, 1892)
- Notropis chiliticus (Cope, 1870)
- Notropis chlorocephalus (Cope, 1870)
- Notropis chrosomus (Jordan, 1877)
- Notropis cumingii (Günther, 1868)
- Notropis cummingsae (Myers, 1925)
- Notropis edwardraneyi (Suttkus & Clemmer, 1968)
- Notropis euryzonus (Suttkus, 1955)
- Notropis girardi (Hubbs & Ortenburger, 1929)
- Notropis greenei (Hubbs & Ortenburger, 1929)
- Notropis harperi (Fowler, 1941)
- Notropis heterodon (Cope, 1865)
- Notropis heterolepis (Eigenmann & Eigenmann, 1893)
- Notropis hudsonius (Clinton, 1824)
- Notropis hypselopterus (Günther, 1868)
- Notropis hypsilepis (Suttkus & Raney, 1955)
- Notropis imeldae (Cortés, 1968)
- Notropis jemezanus (Cope, 1876)
- Notropis leuciodus (Cope, 1868)
- Notropis longirostris (Hay, 1881)
- Notropis ludibundus (Girard, 1856)
- Notropis lutipinnis (Jordan & Brayton, 1878)
- Notropis maculatus (Hay, 1881)
- Notropis mekistocholas (Snelson, 1971)
- Notropis melanostomus (Bortone, 1989)
- Notropis metallicus (Jordan & Meek, 1884)
- Notropis micropteryx (Cope, 1868)
- Notropis moralesi (de Buen, 1955)
- Notropis nazas (Meek, 1904)
- Notropis nubilus (Forbes, 1878)}}
- Notropis orca (Woolman, 1895)
- Notropis ortenburgeri (Hubbs in Ortenburger & Hubbs, 1927)
- Notropis oxyrhynchus (Hubbs & Bonham, 1951)
- Notropis ozarcanus (Meek, 1891)
- Notropis percobromus (Cope, 1871)
- Notropis perpallidus (Hubbs & Black, 1940)
- Notropis petersoni (Fowler, 1942)
- Notropis photogenis (Cope, 1865)
- Notropis potteri (Hubbs & Bonham, 1951)
- Notropis procne (Cope, 1865)
- Notropis rafinesquei (Suttkus, 1991)
- Notropis rubellus (Agassiz, 1850)
- Notropis rubescens (Bailey in Robins et al., 1991)}}
- Notropis rubricroceus (Cope, 1868)
- Notropis rupestris (Page in Page & Beckham, 1987)
- Notropis sabinae (Jordan & Gilbert, 1886)
- Notropis saladonis (Hubbs & Hubbs, 1958)†
- Notropis scabriceps (Cope, 1868)
- Notropis scepticus (Jordan & Gilbert, 1883)
- Notropis semperasper (Gilbert, 1961)
- Notropis shumardi (Girard, 1856)
- Notropis simus (Cope, 1876)
- Notropis spectrunculus (Cope, 1868)
- Notropis stilbius (Jordan, 1877)
- Notropis stonei (Fowler, 1921)
- Notropis stramineus (Cope, 1865)
- Notropis suttkusi (Humphries, 1994)
- Notropis telescopus (Cope, 1868)
- Notropis texanus (Girard, 1856)
- Notropis topeka (Gilbert, 1884)
- Notropis tropicus (Hubbs & Miller, 1975)
- Notropis uranoscopus (Suttkus, 1959)
- Notropis volucellus (Cope, 1865)
- Notropis wickliffi (Trautman, 1931)
- Notropis xaenocephalus (Jordan, 1877)[5][6][7][8][9][10][11][12]